# ويزلي روز
ويزلي روز (بالإنجليزية: Wesley Rose)‏ هو منتج أسطوانات وملحن أمريكي، ولد في 11 فبراير 1918 في شيكاغو في الولايات المتحدة، وتوفي في 26 أبريل 1990.

## وصلات خارجية
- ويزلي روز على موقع ميوزك برينز (الإنجليزية)